# Roussette à nez court
Ptenochirus jagori
Espèce
Statut de conservation UICN

 LC  : Préoccupation mineure
La roussette à nez court (Ptenochirus jagori) est une espèce de chauve-souris appartenant au genre Ptenochirus. Elle est endémique des Philippines.